# Rodzina McMahonów
Rodzina McMahonów – amerykańska rodzina irlandzkiego pochodzenia znana ze swojego zaangażowania w działalność gospodarczą, sport, rozrywkę sportową i politykę. Od pokoleń członkowie tej rodziny byli zarządcami World Wrestling Entertainment (WWE) – amerykańskiej firmy medialno-rozrywkowej zajmującej się przede wszystkim organizowaniem widowisk i produkcją programów telewizyjnych związanych z wrestlingiem.
Do rodziny McMahonów należą między innymi:
- Jess McMahon – organizator walk bokserskich i wrestlingowych, posiadacz drużyn baseballowych New York Lincoln Giants i Star Giants[1], a także współzałożyciel firmy Capitol Wrestling Corporation (dzisiaj WWE)
- Vince McMahon Sr. – akcjonariusz większościowy World Wrestling Federation (dzisiaj WWE)
- Vince McMahon – W latach 1982–2022 pełnił funkcję dyrektora generalnego i prezesa rady dyrektorów (w 2023 prezesa wykonawczego rady dyrektorów[2]) WWE. Były właściciel większościowy i były dzierżący większość głosów w WWE. Były właściciel areny Cape Cod Coliseum i drużyny hokejowej Cape Cod Buccaneers, założyciel organizacji kulturystycznej World Bodybuilding Federation i ligi futbolu amerykańskiego XFL
- Shane McMahon – przedsiębiorca, organizator wydarzeń sportowych i wrestler
- Stephanie McMahon – była prezes rady dyrektorów i współ-dyrektorka generalna WWE oraz wrestlerka

Spowinowaceni z rodziną McMahonów są między innymi:
- Linda McMahon – była dyrektor generalna i była prezes WWE oraz była szefowa administracji ds. małych firm w gabinecie prezydenta Donalda Trumpa
- Triple H – wrestler oraz Chief Content Officer i Head of Creative WWE

## Historia
Ten rozdział opisuje historię rodziny McMahonów od momentu przybycia do Stanów Zjednoczonych.

### Pierwsze pokolenie
Roderick McMahon (ur. 1844, zm. 30 października 1888?) i jego żona Elizabeth (ur. 1847, zm. marzec 1917) przybyli ze swoimi dziećmi do Stanów Zjednoczonych z irlandzkiego miasta Galway w 1868 ze swoimi dziećmi. Ich najmłodszy syn urodził się w Nowym Jorku. Krótko po jego narodzinach rodzina McMahonów przeprowadziła się do Amsterdam Avenue.
Roderick McMahon był właścicielem hotelu. Amerykański spis ludności z 1870 roku opisuje go także jako dystrybutora alkoholi, jednak nie precyzuje czy zajmował się on handlem, czy prowadził saloon. Według niektórych źródeł zmarł 30 października 1888, jednak jego prawnuk, Vince McMahon, twierdzi, że Roderick McMahon dożył ukończenia studiów przez swoich synów i wydziedziczył ich, uznając, że uczestniczą w skorumpowanym biznesie (promowanie sportu, a w szczególności boksu) oraz zapisał w testamencie wszystko swoim córkom.

### Drugie pokolenie
Wraz z Roderickiem i Elizabeth McMahonoami do Stanów Zjednoczonych imigrowały ich dzieci: córki Mary Lauretta (ur. grudzień 1875) i Catherina (ur. 1877) oraz syn Edward Joseph „Eddie” (ur. 1880, zm. 1935). 26 maja 1882 w dzielnicy Manhattan w Nowym Jorku urodził się ich najmłodszy potomek, syn Roderick James McMahon. Był on pierwszym członkiem rodziny urodzonym w Stanach Zjednoczonych.
Roderick James McMahon, częściej posługujący się imieniem „Jess”, był najmłodszym dzieckiem Rodericka McMahona i Elizabeth McMahon, a także pierwszym członkiem tej rodziny urodzonym w Stanach Zjednoczonych. Wspólnie ze swoim bratem. Edwardem Josephem „Eddiem” McMahonem, zajmował się sportem od strony biznesowej, w szczególności baseballem i boksem. Nowatorskie było organizowanie przez braci McMahon walk bokserskich między białoskórymi, a czarnoskórymi bokserami, mimo obowiązującej segregacji rasowej. Jess McMahon posiadał drużyny baseballowe New York Lincoln Giants i Star Giants. W 1925 bracia McMahon zostali oficjalnymi organizatorami walk bokserskich na hali sportowej Madison Square Garden. W 1932 Jess McMahon zaczął organizować gale wrestlingu na stadionie Municipal Stadium w wiosce Freeport leżącej w obrębie miasta Hempstead w stanie Nowy Jork. W 1935, Eddie McMahon, zmarł z powodu przewlekłej choroby. W 1952 Jess McMahon razem z innowatorskim i odnoszącym sukcesy promotorem wrestlingu, Tootsem Mondtem, założył organizację wrestlingu Capitol Wrestling Corporation. W 1953 organizacja dołączyła do monopolistycznej ligi National Wrestling Alliance. Jess McMahon ożenił się z nowojorczanką irlandzkiego pochodzenia, Rosanną „Rosą” z domu McGinn, która przyjęła nazwisko męża. Razem mieli trójkę dzieci. 21 listopada 1954 Jess McMahon zmarł we śnie na udaru mózgu.

### Trzecie pokolenie
Jess i Rosa McMahon mieli trójkę dzieci: synów Rodericka Jamesa McMahona Jr. (ur. 21 czerwca 1910) i Vincenta Jamesa McMahona (ur. 6 lipca 1914 w Harlem w Nowym Jorku) oraz córkę Dorothy (ur. 1916). Gdy Vincent McMahon był dzieckiem, jego rodzina przeniosła się do sekcji Far Rockaway, w nowojorskiej dzielnicy Queens. Jess McMahon często zabierał młodszego syna do hali Madison Square Garden, aby ten mógł obserwować kulisy wydarzeń sportowych organizowanych przez swojego ojca. W 1935 Jess McMahon dał młodszemu synowi posadę w biurze w Hempstead w Nowym Jorku, gdzie Vincent McMahon zajmował się promowaniem walk bokserskich, walk wrestlingowych i koncertów muzycznych.
Gdy w czasie II wojny światowej Vincent James McMahon stacjonował wraz ze strażą przybrzeżną w Karolinie Północnej, poznał i poślubił kelnerkę Vicky Askew. Razem mieli dwójkę dzieci. 24 sierpnia 1945 narodził im się syn Vincent Kennedy „Vince” McMahon. Vincent McMahon był odtąd nazywany Vince Sr.. Małżonkowie rozwiedli się krótko po narodzinach syna, a Vince McMahon Sr. ożenił się ponownie z kobietą o imieniu Juanita z domu Wynne (ur. 20 grudnia 1916 w Waszyngtonie, zm. 18 stycznia 1998 w Boca Raton w stanie Floryda).
Po śmierci ojca 21 listopada 1954 Vince McMahon Sr. zastąpił go jako nowy współwłaściciel organizacji Capitol Wrestling Corporation (CWC) i szybko stał się akcjonariuszem większościowym. Jego głównym partnerem biznesowym był współzałożyciel CWC, Toots Mondt. W 1963 McMahon i Toots Mondt wypowiedzieli członkostwo monopolistycznej lidze National Wrestling Alliance (NWA), a następnie przemianowali Capitol Wrestling Corporation na World Wide Wrestling Federation (WWWF). W 1971 ponownie związali się z National Wrestling Alliance. W 1979 World Wide Wrestling Federation zostało przemianowane na World Wrestling Federation (WWF). Po czterech miesiącach walki z rakiem trzustki Vince McMahon Sr. umarł 24 maja 1984 w Fort Lauderdale w hrabstwie Broward w stanie Floryda.

### Czwarte pokolenie

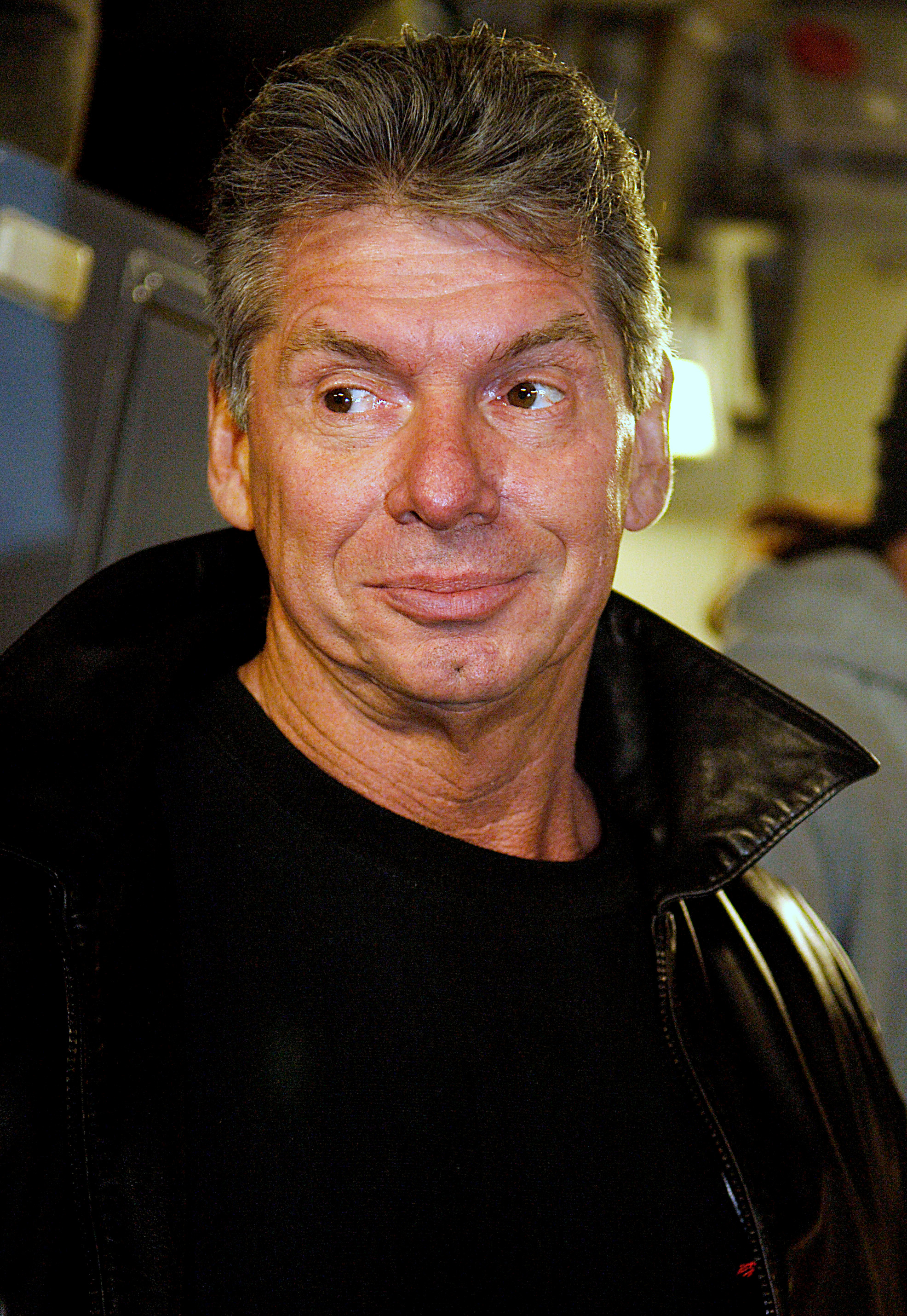
Vince McMahon w 2006

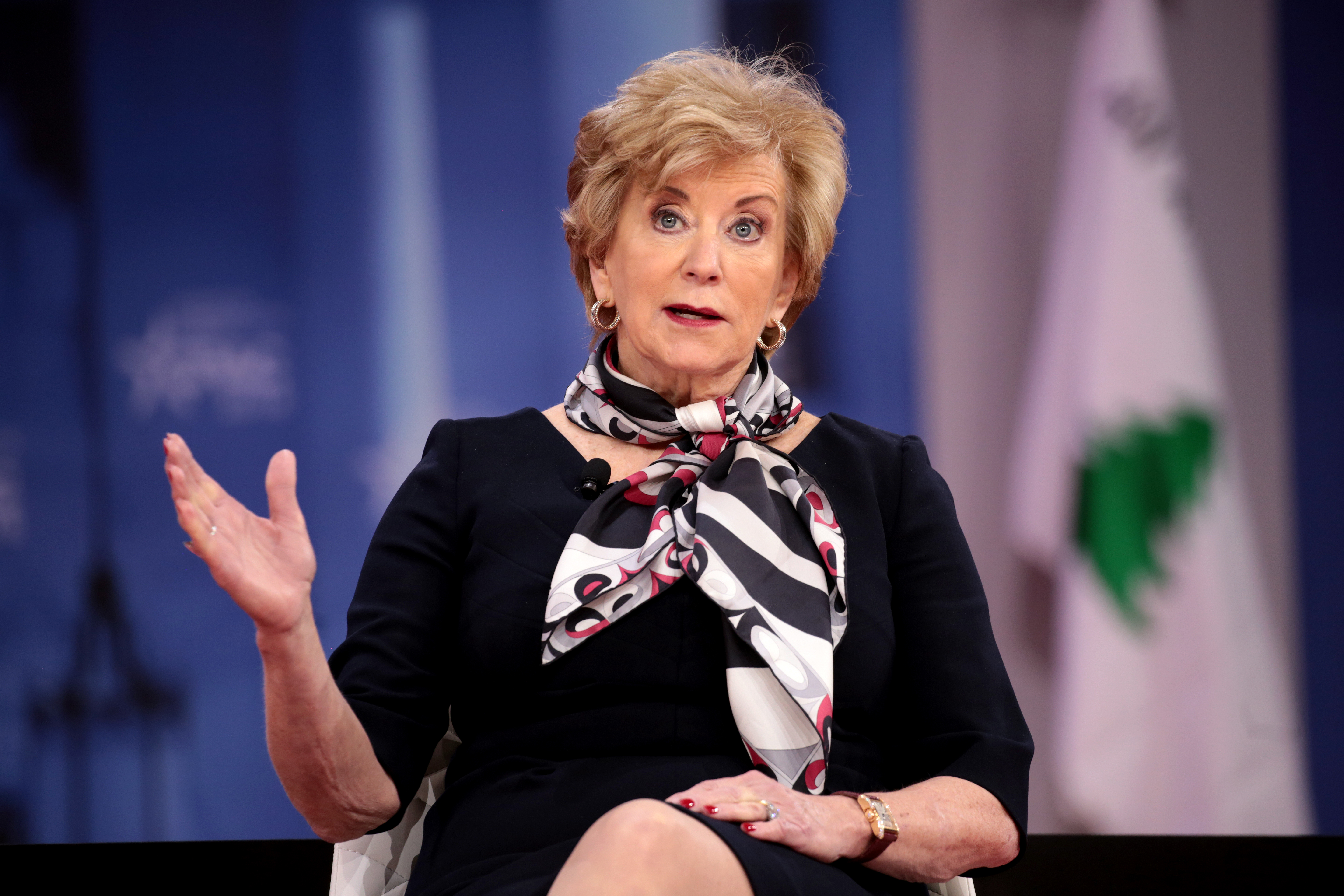
Linda McMahon w 2018 na konferencji Conservative Political Action Conference

Vince McMahon Sr. i Vicky Askew mieli dwóch synów: starszego Rodericka McMahona II i młodszego Vincenta Kennedy „Vince’a” McMahona urodzonego 24 sierpnia 1945 w Pinehurst w Karolinie Północnej. Małżonkowie rozwiedli się krótko po narodzinach młodszego dziecka. Vincent Kennedy McMahon był wychowywany przez matkę oraz ojczyma, Leo Luptona, po którym przejął nazwisko. Poznał swojego rodzonego ojca w wieku 12 lat, a jako nastolatek zaczął spędzać więcej czasu z Vince’em McMahonem Sr. i jego drugą żoną, Juanitą McMahon. W latach 60. XX wieku zmienił swoje nazwisko z powrotem na McMahon i przeprowadził się do domu ojca. Vince McMahon Sr. często zabierał syna do pracy, aby ten mógł obserwować kulisy organizacyjne gal wrestlingu. W 1969 dał mu posadę konferansjera w programie WWWF, All-Star Wrestling.
W 1979, zanim przejął World Wrestling Federation, kupił arenę Cape Cod Coliseum, na której organizowane były różne wydarzenia związane z rozrywką. W 1981 kupił drużynę hokejową Cape Cod Buccaneers, grającą w lidze Atlantic Coast Hockey League (ACHL)
W 1982 Vincent Kennedy „Vince” McMahon, kupił organizację World Wrestling Federation (WWF) od swojego ojca i jego paterów biznesowych: Phila Zacko, Arnolda Skaalanda i Roberta „Gorilla Monsoon” Marelli. W tym czasie organizacja obejmowała swoim zasięgiem Maryland, Pensylwanię, Nowy Jork, Delaware, New Jersey, Connecticut, Rhode Island, Massachusetts, New Hampshire, Vermont, Maine i Dystrykt Kolumbia. Jako właściciel organizacji Vince McMahon dokonał znaczącej ekspansji. W 1983 wypowiedział członkostwo lidze National Wrestling Alliance i zawarł umowę z USA Network na emitowanie gal WWF w telewizji kablowej. Popularni wrestlerzy z innych terytoriów zaczynali przyłączać się do organizacji w zamian za obietnicę szerszego rozgłosu i wyższej pensji. Nie chcąc zmieniać dotychczasowych praktyk inne należące do National Wrestling Alliance, organizacje zaczęły upadać.
Od 1991 do 1993 prowadził organizację kulturystyczną World Bodybuilding Federation.
Do 1997 fakt, że Vince McMahon był w rzeczywistości właścicielem WWF był tajemnicą poliszynela. W swoich programach zajmował się przede wszystkim komentowaniem walk i przeprowadzaniem wywiadów. Po ujawnieniu się zaadaptował osobowość złego szefa o pseudonimie Mr. McMahon i zaczął osobiście brać udział w walkach. Swoją pierwszą i zarazem najdłuższą rywalizację w wrestlingu toczył ze Stone Cold Steve’em Austinem. W swojej karierze wrestlerskiej zdobył mistrzostwa WWF Championship i ECW Championship, a także wygrał Royal Rumble. W 2001 wykupił World Championship Wrestling, swoją główną konkurencję, za 4,2 miliony dolarów, tym samym czyniąc swoją firmę monopolistą w dziedzinie wrestlingu. Również w 2001 założona przez niego liga futbolu amerykańskiego XFL rozegrała swój pierwszy i jedyny sezon. W 2002 zmienił nazwę WWF na World Wrestling Entertainment (WWE) z powodu przegranej sprawy sądowej o naruszenie znaku towarowego, wniesionej przez World Wide Fund for Nature (również używającej akronimu WWF)
W wieku szesnastu lat Vincent Kennedy Lupton poznał trzynastoletnią wówczas Lindę Edwards, córkę przyjaciółki i współpracownicy jego matki. Pobrali się w sierpniu 1966, a Linda Edwards przyjęła nazwisko męża, wówczas McMahon. W latach 70. doczekali się dwójki dzieci, syna Shane’a i córki Stephanie McMahon. Linda McMahon współzarządzała firmą World Wrestling Federation / Entertainment (WWF / WWE) i okazjonalnie pojawiała się w programach telewizyjnych tej firmy. Zajmowała się sprawami biznesowymi, kiedy jej mąż występował jako wrestler w latach 90. Jest też odpowiedzialna za większość firmowych akcji charytatywnych. W 2009 zrezygnowała ze swojej posady dyrektora generalnego WWE, aby poświęcić więcej czasu polityce. Kandydowała do Senatu w 2010 i do kongresu w 2012, za każdym razem z ramienia Partii Republikańskiej, bez powodzenia i przegrywając z kandydatem Partii Demokratycznej. Jej aspiracje polityczne były jedną z przyczyn przyjęcia przez programy WWE familijnego formatu. W 2016 prezydent Stanów Zjednoczonych Donald Trump mianował ją na specjalnie utworzone dla niej stanowisko szefowej administracji ds. małych firm.
Starszy brat Vince’a McMahona nie jest osobą publiczną. Według słów samego Vince’a McMahona, Roderick McMahon mieszka w Teksasie i pracuje w branży związanej z przetwórstwem stali. W 2007 planowano występ Rodericka McMahona w programie WWE w związku z fabularnym wątkiem śmierci Vince’a McMahona. Plany te zostały jednak anulowane wraz z całym wątkiem.

### Piąte pokolenie
Pierwsze dziecko Vince’a i Lindy McMahon, syn Shane Brandon McMahon, urodził się 15 stycznia 1970 w Gaithersburgu w Maryland. Pomagał on rodzinie w prowadzeniu firmy World Wrestling Federation / Entertainment (WWF / WWE) pełniąc różne funkcje przez 20 lat. Był między innymi sędzią i osobą odpowiedzialną za uruchomienie strony internetowej WWF.com. Był też wrstlerem i często brał udział w niebezpiecznych akcjach. Posiadał mistrzostwo WWF European Championship w 1999 i WWF Hardcore Championship w 2000. W 2009 zakończył współpracę z WWE. W 2012 oświadczył, że podjął taką decyzję, ponieważ interesy za bardzo wpływały na relacje z jego ojcem i resztą rodziny. Po rozstaniu się z WWE założył w Chinach firmę świadczącą usługi rozrywkowe YOU On Demand, zajmował się organizowaniem wydarzeń sportowych i został współwłaścicielem sklepu motocyklowego w Brooklynie. W 2016 ponownie związał się z WWE, by objąć fikcyjne stanowisko komisarza brandu SmackDown. W rzeczywistości nie pełni funkcji zarządczych w WWE.

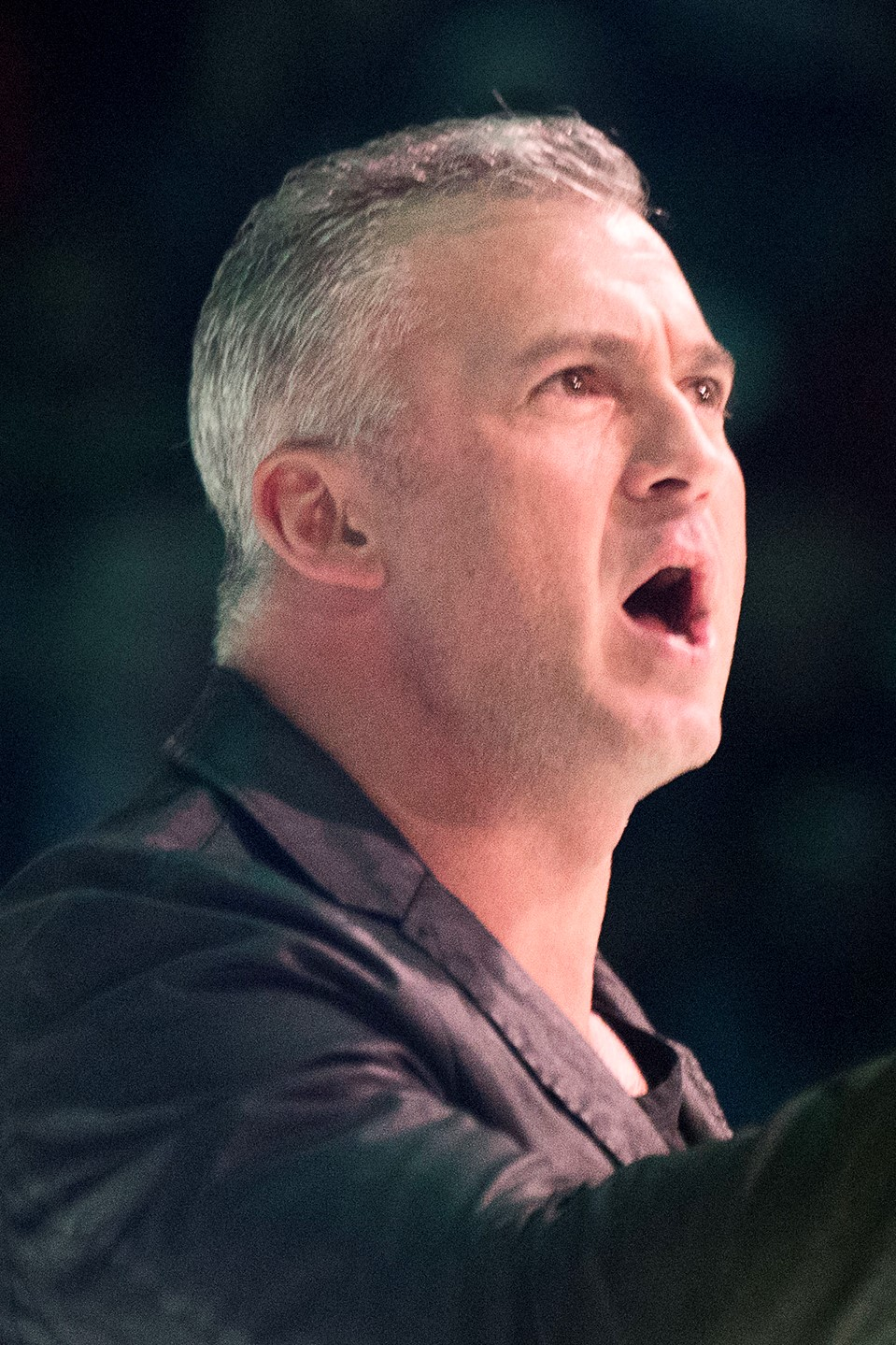
Shane McMahon w 2016

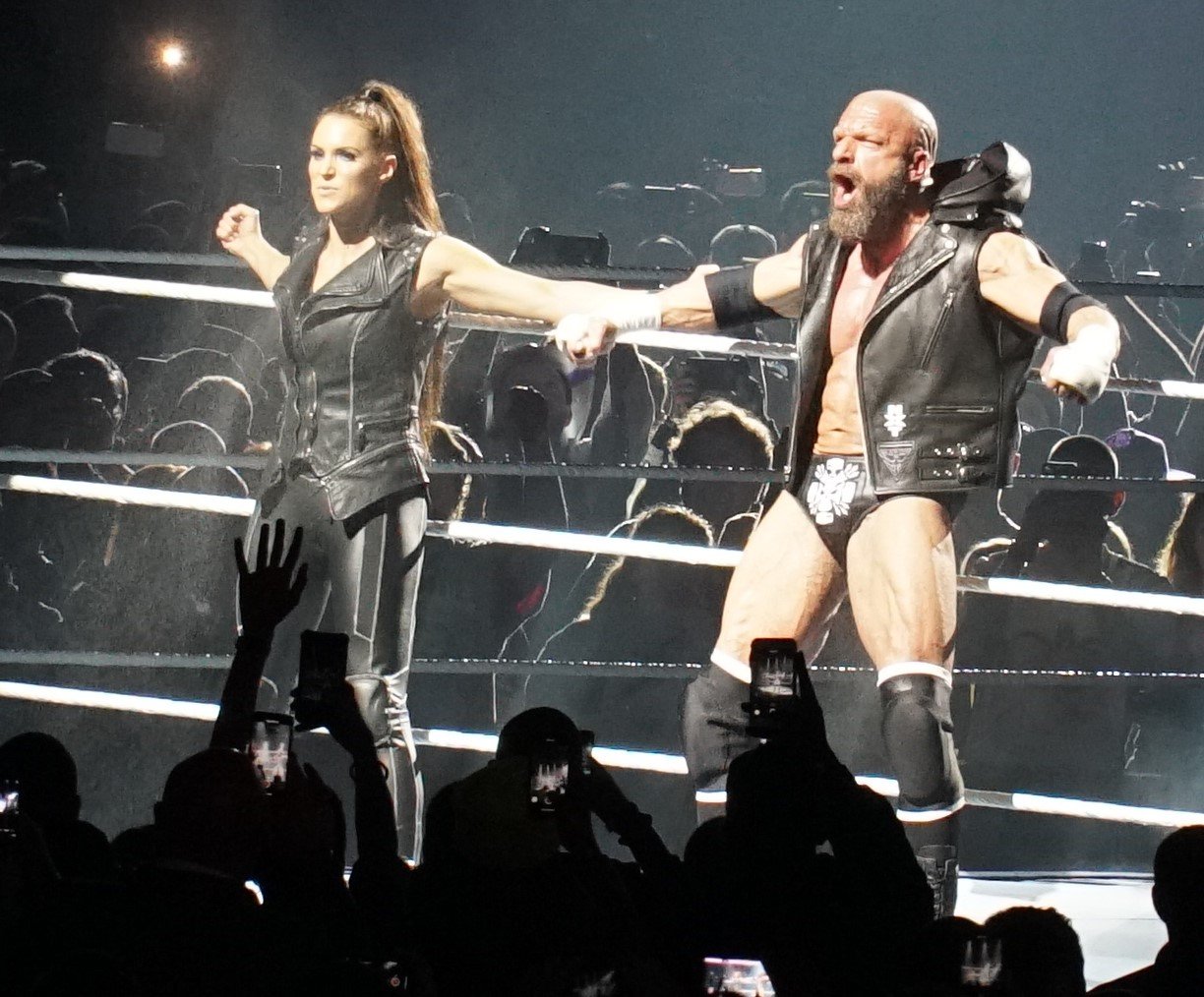
Stephanie McMahon (z lewej) i Triple H (z prawej) w 2018

Drugie dziecko Vince’a i Lindy McMahon, córka Stephanie Marie McMahon, urodziła się 24 września 1976 w Hartford w stanie Connecticut. Była związana z firmą World Wrestling Federation / Entertainment (WWF / WWE) od 13 roku życia, kiedy pozowała do reklam przedmiotów kolekcjonerskich produkowanych przez tę firmę. W programach telewizyjnych WWF debiutowała w 1999. W fabule programów WWF zaczynała jako archetyp damy w opałach, która z czasem zdobywała coraz większą władzę w korporacji. Okazjonalnie brała też udział w walkach. W 2000 przez krótki czas posiadała mistrzostwo WWF Women’s Championship. W 2016 objęła fikcyjne stanowisko komisarza brandu RAW. W rzeczywistości jest menadżerem marki WWE i członkiem komitetu wykonawczego.
14 września 1999 Shane McMahon poślubił Marissę Mazzolę, która przyjęła nazwisko męża jako drugi człon swojego nazwiska. Marissa Mazzola-McMahon odpowiadała za PR firmy WWF i współprowadziła program WWF LiveWire. Między 2004, a 2010 urodziła trzech synów. Po zagraniu kilku niewielkich ról w filmach, między innymi w Król Skorpion, otworzyła własne studio filmowe, Kamala Films, które wyprodukowało film krótkometrażowy Quitters i filmy pełnometrażowe Wizja mordercy oraz O czym wiedziała Maisie.
23 października 2003 Stephanie McMahon poślubiła wrestlera Paula Michaela Levesque’a, noszącego pseudonim ringowy Triple H i przyjęła jego nazwisko jako drugi człon swojego nazwiska. Triple H był wielokrotnym posiadaczem wielu tytułów mistrzowskich WWE, w tym czternastokrotnym mistrzem światowym. W zarządzie firmy pełni funkcję wiceprezesa wykonawczego do spraw talentu, wydarzeń na żywo i kreatywnych. Jest też członkiem komitetu wykonawczego. Między 2006, a 2010 Levesquedowie doczekali się trzech córek.

### Szóste pokolenie
Dzieci Vince’a i Lindy McMahon mają po trójce dzieci. Shane McMahon i Marissa Mazzola-McMahon mają trzech synów: urodzonego 13 lutego 2004 Declana Jamesa McMahona, urodzonego 26 marca 2006 Kenyona Jesse „Kenny’ego” McMahona i urodzonego w 10 stycznia 2010 Rogana McMahona. Stephanie McMahon-Levesque i Paul „Triple H” Levesque mają trzy córki: urodzoną 24 lipca 2006 Aurorę Rose Levesque, urodzoną 28 lipca 2008 Murphy Claire Levesque i urodzoną 24 sierpnia 2010 Vaughn Evelyn Levesque. 3 kwietnia 2016 wszyscy trzej synowie Shane’a po raz pierwszy pojawili się na emitowanej w telewizji gali WWE. Towarzyszyli ojcu w drodze na ring na WrestleManii 32.

## Lista znanych członków rodziny McMahonów
Pod każdym członkiem rodziny po kolejnym akapicie znajduje się imię współmałżonka (oznaczone punktem) i potomków (oznaczone liczbami)
1. Roderick McMahon (ur. 1844, zm. 1922)[1]
  - Elizabeth McMahon (ur. 1846, zm. 1911)[1]
    1. Mary Lauretta (ur. grudzień 1875, zm. ?)[3]
    2. Catherina McMahon (ur. 1877, zm. ?)[3]
    3. Edward Joseph „Eddie” McMahon (ur. 1880, zm. 1935)[3].
    4. Roderick James „Jess” McMahon Sr. (ur. 26 maja 1882 w Nowym Jorku, zm. 21 listopada 1954 w Wilkes-Barre)
      - Rosanna „Rose” McMahon z domu McGinn[1]
        1. Roderick James McMahon Jr. (ur. 21 czerwca 1910, zm. ?)[1]
        2. Vincent James McMahon (ur. 6 lipca 1914 w Harlem[1], zm. 24 maja 1984 w Fort Lauderdale)
          - Vicky Askew (ur. 1920[44], zm. 2022[45])
            1. Roderick McMahon II[46][13]
            2. Vince Kennedy „Vince” McMahon (ur. 24 sierpnia 1945 w Pinehurst)[5].
              - Linda Marie Edwards-McMahon (ur. 14 października 1948 w New Bern)[47]
                1. Shane Brandon McMahon (ur. 15 stycznia 1970 w Gaithersburgu)[30]
                  - Marissa Mazzola-McMahon (ur. 22 czerwca 1973 w Bostonie)[48]
                    1. Declan James McMahon (ur. 13 lutego 2004)[39]
                    2. Kenyon Jesse „Kenny” McMahon (ur. 26 marca 2006)[49]
                    3. Rogan McMahon (ur. 10 stycznia 2010)[36]

                2. Stephanie Marie McMahon-Levesque (ur. 24 września 1976 w Greenwich)[27]
                  - Paul Michael „Triple H” Levesque (ur. 27 lipca 1969 w Nashua)[50]
                    1. Aurora Rose Levesque (ur. 24 lipca 2006)[40]
                    2. Murphy Claire Levesque (ur. 28 lipca 2008)[41]
                    3. Vaughn Evelyn Levesque (ur. 24 sierpnia 2010)[42]

          - Juanita Wynne McMahon (ur. 20 grudnia 1916 w Waszyngtonie, zm. 18 stycznia 1998 w Boca Raton)[5][8].

        3. Dorothy McMahon (ur. 1916, zm. ?)[1][3].

## Drzewo genealogiczne
|  |  |  |  |                                 |                                 | Roderick McMahon (1844–1922)    | Roderick McMahon (1844–1922)    | Roderick McMahon (1844–1922)       | Roderick McMahon (1844–1922)       | Roderick McMahon (1844–1922)              | Roderick McMahon (1844–1922)              |                                           |                                           |                                           |                                           |                                   |                                   | Elizabeth Dowling (1846–1911)     | Elizabeth Dowling (1846–1911)     | Elizabeth Dowling (1846–1911)     | Elizabeth Dowling (1846–1911)     | Elizabeth Dowling (1846–1911)     | Elizabeth Dowling (1846–1911)     |                                   |                                   |                                 |                                 |                                 |                                 |                                 |                                 |                                  |                                  |                                  |                                  |                                  |                                  |                                 |                                 |                                 |                                 |                            |                            |                                |                                |                                |                                |                                |                                |  |  |
|  |  |  |  |                                 |                                 | Roderick McMahon (1844–1922)    | Roderick McMahon (1844–1922)    | Roderick McMahon (1844–1922)       | Roderick McMahon (1844–1922)       | Roderick McMahon (1844–1922)              | Roderick McMahon (1844–1922)              |                                           |                                           |                                           |                                           |                                   |                                   | Elizabeth Dowling (1846–1911)     | Elizabeth Dowling (1846–1911)     | Elizabeth Dowling (1846–1911)     | Elizabeth Dowling (1846–1911)     | Elizabeth Dowling (1846–1911)     | Elizabeth Dowling (1846–1911)     |                                   |                                   |                                 |                                 |                                 |                                 |                                 |                                 |                                  |                                  |                                  |                                  |                                  |                                  |                                 |                                 |                                 |                                 |                            |                            |                                |                                |                                |                                |                                |                                |  |  |
|  |  |  |  |                                 |                                 |                                 |                                 |                                    |                                    | Roderick James "Jess" McMahon (1882–1954) | Roderick James "Jess" McMahon (1882–1954) | Roderick James "Jess" McMahon (1882–1954) | Roderick James "Jess" McMahon (1882–1954) | Roderick James "Jess" McMahon (1882–1954) | Roderick James "Jess" McMahon (1882–1954) |                                   |                                   |                                   |                                   |                                   |                                   | Rose E. Davis (1891–1997)         | Rose E. Davis (1891–1997)         | Rose E. Davis (1891–1997)         | Rose E. Davis (1891–1997)         | Rose E. Davis (1891–1997)       | Rose E. Davis (1891–1997)       |                                 |                                 |                                 |                                 |                                  |                                  |                                  |                                  |                                  |                                  |                                 |                                 |                                 |                                 |                            |                            |                                |                                |                                |                                |                                |                                |  |  |
|  |  |  |  |                                 |                                 |                                 |                                 |                                    |                                    | Roderick James "Jess" McMahon (1882–1954) | Roderick James "Jess" McMahon (1882–1954) | Roderick James "Jess" McMahon (1882–1954) | Roderick James "Jess" McMahon (1882–1954) | Roderick James "Jess" McMahon (1882–1954) | Roderick James "Jess" McMahon (1882–1954) |                                   |                                   |                                   |                                   |                                   |                                   | Rose E. Davis (1891–1997)         | Rose E. Davis (1891–1997)         | Rose E. Davis (1891–1997)         | Rose E. Davis (1891–1997)         | Rose E. Davis (1891–1997)       | Rose E. Davis (1891–1997)       |                                 |                                 |                                 |                                 |                                  |                                  |                                  |                                  |                                  |                                  |                                 |                                 |                                 |                                 |                            |                            |                                |                                |                                |                                |                                |                                |  |  |
|  |  |  |  |                                 |                                 |                                 |                                 |                                    |                                    |                                           |                                           |                                           |                                           |                                           |                                           |                                   |                                   |                                   |                                   |                                   |                                   |                                   |                                   |                                   |                                   |                                 |                                 |                                 |                                 |                                 |                                 |                                  |                                  |                                  |                                  |                                  |                                  |                                 |                                 |                                 |                                 |                            |                            |                                |                                |                                |                                |                                |                                |  |  |
|  |  |  |  |                                 |                                 |                                 |                                 | Victoria H. Hanner (1920–2022)     | Victoria H. Hanner (1920–2022)     | Victoria H. Hanner (1920–2022)            | Victoria H. Hanner (1920–2022)            | Victoria H. Hanner (1920–2022)            | Victoria H. Hanner (1920–2022)            |                                           |                                           | Vincent James McMahon (1914–1984) | Vincent James McMahon (1914–1984) | Vincent James McMahon (1914–1984) | Vincent James McMahon (1914–1984) | Vincent James McMahon (1914–1984) | Vincent James McMahon (1914–1984) |                                   |                                   | Juanita W. Johnston (1916–1998)   | Juanita W. Johnston (1916–1998)   | Juanita W. Johnston (1916–1998) | Juanita W. Johnston (1916–1998) | Juanita W. Johnston (1916–1998) | Juanita W. Johnston (1916–1998) |                                 |                                 |                                  |                                  |                                  |                                  |                                  |                                  |                                 |                                 |                                 |                                 |                            |                            |                                |                                |                                |                                |                                |                                |  |  |
|  |  |  |  |                                 |                                 |                                 |                                 | Victoria H. Hanner (1920–2022)     | Victoria H. Hanner (1920–2022)     | Victoria H. Hanner (1920–2022)            | Victoria H. Hanner (1920–2022)            | Victoria H. Hanner (1920–2022)            | Victoria H. Hanner (1920–2022)            |                                           |                                           | Vincent James McMahon (1914–1984) | Vincent James McMahon (1914–1984) | Vincent James McMahon (1914–1984) | Vincent James McMahon (1914–1984) | Vincent James McMahon (1914–1984) | Vincent James McMahon (1914–1984) |                                   |                                   | Juanita W. Johnston (1916–1998)   | Juanita W. Johnston (1916–1998)   | Juanita W. Johnston (1916–1998) | Juanita W. Johnston (1916–1998) | Juanita W. Johnston (1916–1998) | Juanita W. Johnston (1916–1998) |                                 |                                 |                                  |                                  |                                  |                                  |                                  |                                  |                                 |                                 |                                 |                                 |                            |                            |                                |                                |                                |                                |                                |                                |  |  |
|  |  |  |  |                                 |                                 |                                 |                                 |                                    |                                    |                                           |                                           |                                           |                                           |                                           |                                           |                                   |                                   |                                   |                                   |                                   |                                   |                                   |                                   |                                   |                                   |                                 |                                 |                                 |                                 |                                 |                                 |                                  |                                  |                                  |                                  |                                  |                                  |                                 |                                 |                                 |                                 |                            |                            |                                |                                |                                |                                |                                |                                |  |  |
|  |  |  |  |                                 |                                 |                                 |                                 |                                    |                                    | Vincent Kennedy McMahon (ur. 1945)        | Vincent Kennedy McMahon (ur. 1945)        | Vincent Kennedy McMahon (ur. 1945)        | Vincent Kennedy McMahon (ur. 1945)        | Vincent Kennedy McMahon (ur. 1945)        | Vincent Kennedy McMahon (ur. 1945)        |                                   |                                   | Linda Marie Edwards (ur. 1948)    | Linda Marie Edwards (ur. 1948)    | Linda Marie Edwards (ur. 1948)    | Linda Marie Edwards (ur. 1948)    | Linda Marie Edwards (ur. 1948)    | Linda Marie Edwards (ur. 1948)    |                                   |                                   |                                 |                                 |                                 |                                 |                                 |                                 |                                  |                                  |                                  |                                  |                                  |                                  |                                 |                                 |                                 |                                 |                            |                            |                                |                                |                                |                                |                                |                                |  |  |
|  |  |  |  |                                 |                                 |                                 |                                 |                                    |                                    | Vincent Kennedy McMahon (ur. 1945)        | Vincent Kennedy McMahon (ur. 1945)        | Vincent Kennedy McMahon (ur. 1945)        | Vincent Kennedy McMahon (ur. 1945)        | Vincent Kennedy McMahon (ur. 1945)        | Vincent Kennedy McMahon (ur. 1945)        |                                   |                                   | Linda Marie Edwards (ur. 1948)    | Linda Marie Edwards (ur. 1948)    | Linda Marie Edwards (ur. 1948)    | Linda Marie Edwards (ur. 1948)    | Linda Marie Edwards (ur. 1948)    | Linda Marie Edwards (ur. 1948)    |                                   |                                   |                                 |                                 |                                 |                                 |                                 |                                 |                                  |                                  |                                  |                                  |                                  |                                  |                                 |                                 |                                 |                                 |                            |                            |                                |                                |                                |                                |                                |                                |  |  |
|  |  |  |  |                                 |                                 |                                 |                                 |                                    |                                    |                                           |                                           |                                           |                                           |                                           |                                           |                                   |                                   |                                   |                                   |                                   |                                   |                                   |                                   |                                   |                                   |                                 |                                 |                                 |                                 |                                 |                                 |                                  |                                  |                                  |                                  |                                  |                                  |                                 |                                 |                                 |                                 |                            |                            |                                |                                |                                |                                |                                |                                |  |  |
|  |  |  |  |                                 |                                 |                                 |                                 |                                    |                                    |                                           |                                           |                                           |                                           |                                           |                                           |                                   |                                   |                                   |                                   |                                   |                                   |                                   |                                   |                                   |                                   |                                 |                                 |                                 |                                 |                                 |                                 |                                  |                                  |                                  |                                  |                                  |                                  |                                 |                                 |                                 |                                 |                            |                            |                                |                                |                                |                                |                                |                                |  |  |
|  |  |  |  |                                 |                                 |                                 |                                 | Stephanie Marie McMahon (ur. 1976) | Stephanie Marie McMahon (ur. 1976) | Stephanie Marie McMahon (ur. 1976)        | Stephanie Marie McMahon (ur. 1976)        | Stephanie Marie McMahon (ur. 1976)        | Stephanie Marie McMahon (ur. 1976)        |                                           |                                           | Paul Michael Levesque (ur. 1969)  | Paul Michael Levesque (ur. 1969)  | Paul Michael Levesque (ur. 1969)  | Paul Michael Levesque (ur. 1969)  | Paul Michael Levesque (ur. 1969)  | Paul Michael Levesque (ur. 1969)  |                                   |                                   |                                   |                                   |                                 |                                 |                                 |                                 |                                 |                                 | Shane Brandon McMahon (ur. 1970) | Shane Brandon McMahon (ur. 1970) | Shane Brandon McMahon (ur. 1970) | Shane Brandon McMahon (ur. 1970) | Shane Brandon McMahon (ur. 1970) | Shane Brandon McMahon (ur. 1970) |                                 |                                 | Marissa Mazzola (ur. 1973)      | Marissa Mazzola (ur. 1973)      | Marissa Mazzola (ur. 1973) | Marissa Mazzola (ur. 1973) | Marissa Mazzola (ur. 1973)     | Marissa Mazzola (ur. 1973)     |                                |                                |                                |                                |  |  |
|  |  |  |  |                                 |                                 |                                 |                                 | Stephanie Marie McMahon (ur. 1976) | Stephanie Marie McMahon (ur. 1976) | Stephanie Marie McMahon (ur. 1976)        | Stephanie Marie McMahon (ur. 1976)        | Stephanie Marie McMahon (ur. 1976)        | Stephanie Marie McMahon (ur. 1976)        |                                           |                                           | Paul Michael Levesque (ur. 1969)  | Paul Michael Levesque (ur. 1969)  | Paul Michael Levesque (ur. 1969)  | Paul Michael Levesque (ur. 1969)  | Paul Michael Levesque (ur. 1969)  | Paul Michael Levesque (ur. 1969)  |                                   |                                   |                                   |                                   |                                 |                                 |                                 |                                 |                                 |                                 | Shane Brandon McMahon (ur. 1970) | Shane Brandon McMahon (ur. 1970) | Shane Brandon McMahon (ur. 1970) | Shane Brandon McMahon (ur. 1970) | Shane Brandon McMahon (ur. 1970) | Shane Brandon McMahon (ur. 1970) |                                 |                                 | Marissa Mazzola (ur. 1973)      | Marissa Mazzola (ur. 1973)      | Marissa Mazzola (ur. 1973) | Marissa Mazzola (ur. 1973) | Marissa Mazzola (ur. 1973)     | Marissa Mazzola (ur. 1973)     |                                |                                |                                |                                |  |  |
|  |  |  |  |                                 |                                 |                                 |                                 |                                    |                                    |                                           |                                           |                                           |                                           |                                           |                                           |                                   |                                   |                                   |                                   |                                   |                                   |                                   |                                   |                                   |                                   |                                 |                                 |                                 |                                 |                                 |                                 |                                  |                                  |                                  |                                  |                                  |                                  |                                 |                                 |                                 |                                 |                            |                            |                                |                                |                                |                                |                                |                                |  |  |
|  |  |  |  |                                 |                                 |                                 |                                 |                                    |                                    |                                           |                                           |                                           |                                           |                                           |                                           |                                   |                                   |                                   |                                   |                                   |                                   |                                   |                                   |                                   |                                   |                                 |                                 |                                 |                                 |                                 |                                 |                                  |                                  |                                  |                                  |                                  |                                  |                                 |                                 |                                 |                                 |                            |                            |                                |                                |                                |                                |                                |                                |  |  |
|  |  |  |  | Aurora Rose Levesque (ur. 2006) | Aurora Rose Levesque (ur. 2006) | Aurora Rose Levesque (ur. 2006) | Aurora Rose Levesque (ur. 2006) | Aurora Rose Levesque (ur. 2006)    | Aurora Rose Levesque (ur. 2006)    |                                           |                                           | Murphy Claire Levesque (ur. 2008)         | Murphy Claire Levesque (ur. 2008)         | Murphy Claire Levesque (ur. 2008)         | Murphy Claire Levesque (ur. 2008)         | Murphy Claire Levesque (ur. 2008) | Murphy Claire Levesque (ur. 2008) |                                   |                                   | Vaughn Evelyn Levesque (ur. 2010) | Vaughn Evelyn Levesque (ur. 2010) | Vaughn Evelyn Levesque (ur. 2010) | Vaughn Evelyn Levesque (ur. 2010) | Vaughn Evelyn Levesque (ur. 2010) | Vaughn Evelyn Levesque (ur. 2010) |                                 |                                 | Declan James McMahon (ur. 2004) | Declan James McMahon (ur. 2004) | Declan James McMahon (ur. 2004) | Declan James McMahon (ur. 2004) | Declan James McMahon (ur. 2004)  | Declan James McMahon (ur. 2004)  |                                  |                                  | Kenyon Jesse McMahon (ur. 2006)  | Kenyon Jesse McMahon (ur. 2006)  | Kenyon Jesse McMahon (ur. 2006) | Kenyon Jesse McMahon (ur. 2006) | Kenyon Jesse McMahon (ur. 2006) | Kenyon Jesse McMahon (ur. 2006) |                            |                            | Rogan Henry McMahon (ur. 2010) | Rogan Henry McMahon (ur. 2010) | Rogan Henry McMahon (ur. 2010) | Rogan Henry McMahon (ur. 2010) | Rogan Henry McMahon (ur. 2010) | Rogan Henry McMahon (ur. 2010) |  |  |